# Концертмейстер
Концертме́йстер (от нем. Konzertmeister) — многозначный термин из области академической музыки и некоторых смежных музыкальных жанров.

## Концертмейстер оркестра

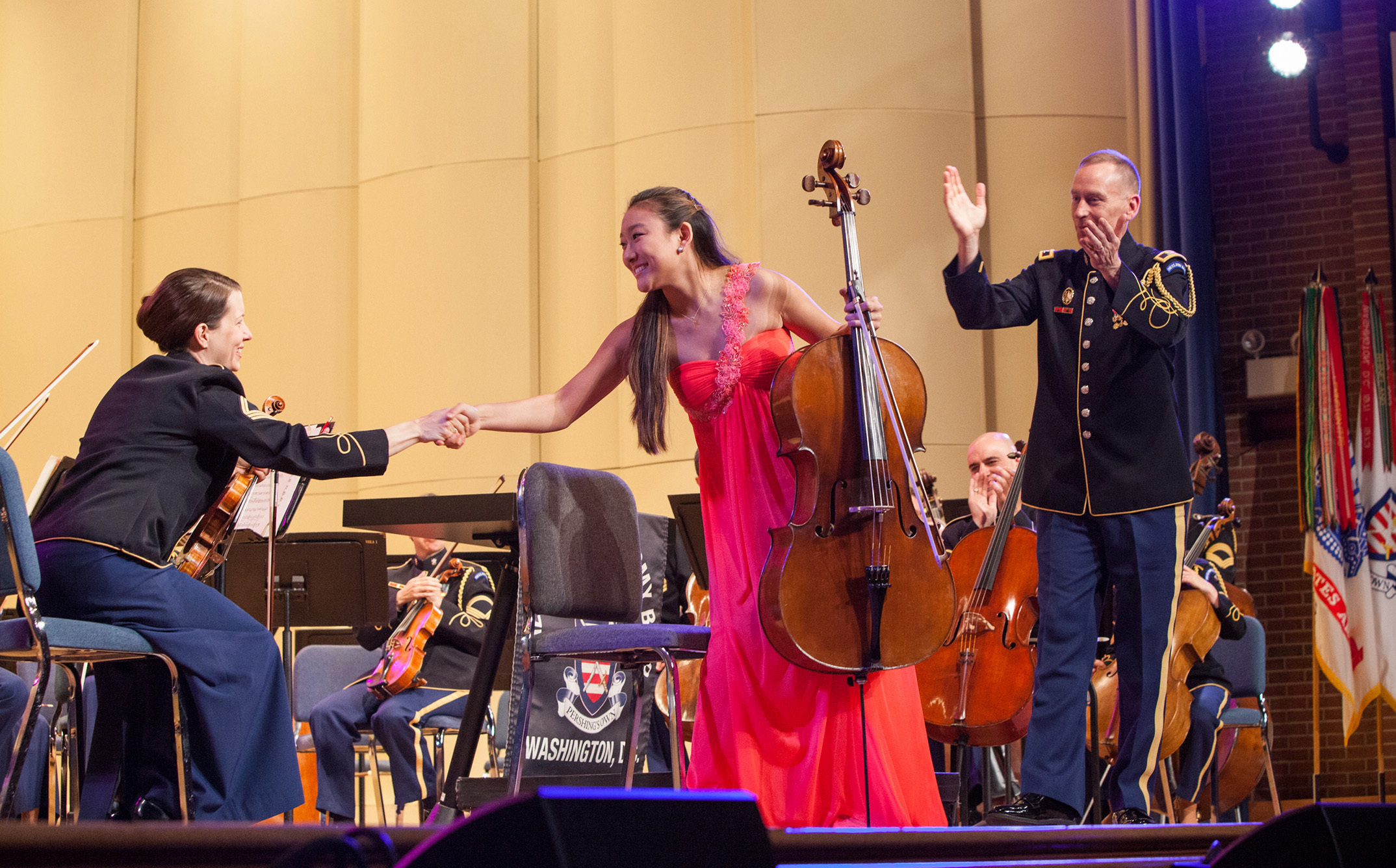
Солистка, виолончелистка Эллисон Пак, пожимает руку после своего выступления первому концертмейстеру Оркестра Вооружённых сил США Кристе Смит

Концертмейстер в оркестре — руководитель группы инструментов в симфоническом оркестре (или ином оркестре: народных инструментов, духовом), обычно наиболее опытный и/или одарённый исполнитель на соответствующем инструменте в данном коллективе. Концертмейстер в той или иной мере, в соответствии с правилами и обычаями данного коллектива, руководит работой музыкантов своей группы на репетициях, а в ходе концертов исполняет сольную партию, если таковая имеется в произведении (речь не идёт о жанре инструментального концерта, при исполнении которого в современной — начиная с XIX века — музыкальной практике партию солиста обыкновенно исполняет приглашённый музыкант). Второй по старшинству участник группы называется вторым концертмейстером.
Под концертмейстером оркестра (без уточнения группы инструментов) понимается концертмейстер группы первых скрипок — традиционно одна из центральных фигур оркестра, в ряде случаев берущая на себя в той или иной мере руководство им, вплоть до исполнения обязанностей дирижёра (известны, в частности, концертмейстеры, систематически выступавшие в роли дирижёра, — например, многолетний концертмейстер Венского филармонического оркестра Вилли Босковски, по традиции дирижировавший Венскими новогодними концертами). 
В организационном смысле концертмейстер оркестра может выступать посредником между дирижёром и оркестрантами; при смене главных дирижёров и при выступлении оркестра с разнообразными приглашёнными дирижёрами концертмейстер призван обеспечивать устойчивость работы коллектива.

Концертмейстер первым выходит на сцену, ведя за собой весь коллектив. Поворачиваясь к оркестру и начиная «настройку», он готовит не только оркестр, но и публику к началу концерта. Это то, что видит зритель. Остальное — творческие будни оркестра: репетиции, оттачивание, филировка музыкальных произведений — это не только творчество дирижеров, но и огромная часть жизни концертмейстера.

По окончании концерта, по традиции, дирижёр (и солист, если он выступал с оркестром) пожимает руку концертмейстеру оркестра.
В духовых оркестрах обязанности концертмейстера оркестра может выполнять первый кларнетист или, реже, первый флейтист.

## Концертмейстер исполнителя

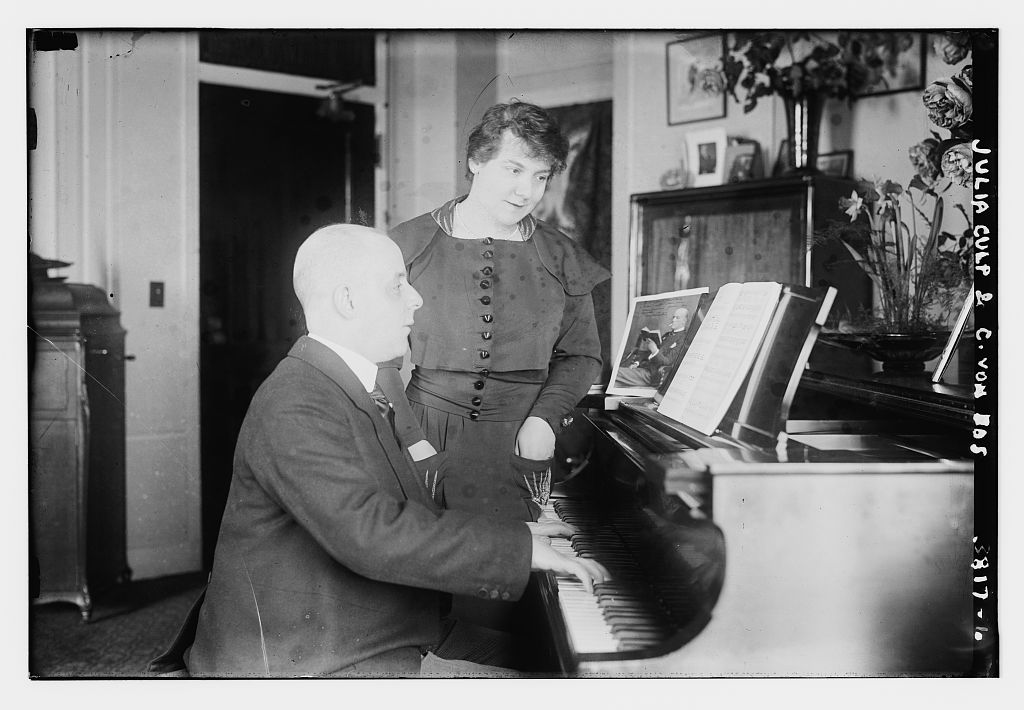
Нидерландская певица Юлия Кулп и её концертмейстер Кунрад Бос (около 1915 года)

Концертмейстер исполнителя (вокалиста или инструменталиста) — пианист, разучивающий партии с певцами или инструменталистами и аккомпанирующий им на концертах. В некоторых источниках подчёркивается, что обязанности концертмейстера по предварительной подготовке выступления вместе с солистом значительно шире собственно сопровождения на концерте, поэтому понятия концертмейстера и аккомпаниатора не тождественны.

## Концертмейстер оперы или балета
Концертмейстер оперы, а также балета или других жанров музыкального театра, он же корепетитор — пианист-аккомпаниатор, ассистирующий оперному дирижёру, его правая рука в подготовке спектакля и поддержании его в дальнейшем (после премьеры) на должном уровне. Именно концертмейстер доносит до исполнителей концепцию дирижёра-постановщика и в соответствии с ней готовит вокальные партии с солистами, что очень важно при работе над оперным спектаклем. Концертмейстера скорее можно было бы назвать ассистентом дирижера. Концертмейстер по просьбе дирижёра (в случае его отсутствия) проводит спевки с участниками оперного спектакля, сохраняя дирижёрскую концепцию. И как концертмейстер оркестра держит строй и ансамбль всего оркестра, так и концертмейстер оперы держит ансамбль всех солистов, занятых в спектакле, и способствует успеху спектакля.